# 真野美月
真野 美月（まの みづき、1月11日 - ）は、日本の女性声優。大分県出身。尾木プロ THE NEXT所属。

## 略歴
子供の頃に本気で「魔法少女になりたい」と思ったという。その時に「手から念を送れないか」など、布団たたきに力を込めて念じしたりしていたが、なれず、ふと「声優になればある意味、魔法少女になれる！」と思ったのがきっかけで声優を目指した。
高校卒業後に上京しており、別の声優養成所に通っていたが、同じ養成所に通っていた友達から「P's Voice Artist Schoolは現場に出れるチャンスが多い」と聞いたことから、P's Voice Artist Schoolに入所してエキスパートコースに在籍した。実際にP's Voice Artist Schoolに入所した時、現場に出られるチャンスが多かったという。また、オーディションの話も聞いており、仕事の実績で別の案件にも呼ばれたという。最初の仕事はアプリであり、その繋がりから歌の仕事もしていたという。

## 人物
趣味はイラストと動画鑑賞、特技は歌唱とセミの鳴き真似。好物は茹でエビ。

## 出演
太字はメインキャラクター。

### テレビアニメ
2019年
- ACTORS -Songs Connection-

2021年
- 魔入りました!入間くん（ウォルターパーク入園者たち）

2023年
- はめつのおうこく（虜囚、エリ、魔女、女生徒、女子高生）

2024年
- 魔女と野獣（女性、女性キャスター、赤毛の女性、ヘルガの姉、ハルベル・ハーミントン）
- 異世界でもふもふなでなでするためにがんばってます。（アリアベル・ライナ）
- 変人のサラダボウル（閨春花）

2025年
- 勇者パーティーを追放された白魔導師、Sランク冒険者に拾われる 〜この白魔導師が規格外すぎる〜（ミイヤ）

### ゲーム
- ウマ娘 プリティーダービー（2022年 - 2024年、サクラローレル[14]）
- アズールレーン（2024年、リヴァプール）
- ウマ娘 プリティーダービー 熱血ハチャメチャ大感謝祭!（2024年、サクラローレル） - DLC追加キャラクター

### 映画
- ツナガレラジオ〜僕らの雨降Days〜（2021年）

### ASMR
- いっしょぐらし 〜先輩彼女編〜（2024年、長野原市）

### 舞台
- Swallow Stage Project version 1.0（2019年10月27日、秋葉原エンタス）[15]
- 歌劇「榊美麗のためなら僕は…ッ!!」(2023年、松本幸子役)
- メイホリックシアター15 舞台「マジでトキメけ☆少女たち!!〜ホシのミライ〜」（2023年11月8日 - 12日、CBGKシブゲキ!!、世界樹世界役）[16]
- 朗読劇「シアター」再演(2024年5月15日-26日、深上雫役)
- 『アイディール・セミナー/Final session』(2025年6月4日-8日、こくみん共済 coop ホール/スペース・ゼロ）-東條朱音 役[17]

### ラジオ
※はインターネット配信
- 真野のラジふぁぼ（2022年、Phononチャンネル※）[18]
- ラジオダブルディア シーズン11（2024年、ラジ友※）[19]

### その他コンテンツ
- ましのみ MV「エスパーとスケルトン（ほぼFull Ver.）」 - エキストラ出演
- PV「小鳥遊ちゃんは打ち切り漫画を愛しすぎている」（2024年、小鳥遊[20]）

## ディスコグラフィ

### キャラクターソング
| 発売日  | 商品名                                                                         | 歌 | 楽曲                             | 備考                                      |
| 2022年  | 2022年                                                                         | 2022年 | 2022年                           | 2022年                                    |
| ------- | ------------------------------------------------------------------------------ | --- | -------------------------------- | ----------------------------------------- |
| 8月17日 | ウマ娘 プリティーダービー WINNING LIVE 07                                      | サクラローレル（真野美月） | 「ユースフルアイズ」             | ゲーム『ウマ娘 プリティーダービー』関連曲 |
| 8月17日 | ウマ娘 プリティーダービー WINNING LIVE 07                                      | スペシャルウィーク（和氣あず未）、サイレンススズカ（高野麻里佳）、ゴールドシップ（上田瞳）、メジロマックイーン（大西沙織）、ナリタブライアン（衣川里佳）、マヤノトップガン（星谷美緒）、メジロライアン（土師亜文）、ライスシャワー（石見舞菜香）、ウイニングチケット（渡部優衣）、マーベラスサンデー（三宅麻理恵）、メジロドーベル（久保田ひかり）、メジロパーマー（のぐちゆり）、メジロアルダン（会沢紗弥）、メジロブライト（大西綺華）、サクラローレル（真野美月） | 「うまぴょい伝説」               | ゲーム『ウマ娘 プリティーダービー』関連曲 |
| 9月28日 | ウマ娘 プリティーダービー WINNING LIVE 08                                      | ウオッカ（大橋彩香）、ダイワスカーレット（木村千咲）、マヤノトップガン（星谷美緒）、スマートファルコン（大和田仁美）、ダイタクヘリオス（山根綺）、サクラローレル（真野美月）、ヤマニンゼファー（今泉りおな）、ダイイチルビー（礒部花凜）、アストンマーチャン（井上ほの花）、ケイエスミラクル（佐藤日向）、コパノリッキー（稲垣好）、ホッコータルマエ（菊池紗矢香）、ワンダーアキュート（須藤叶希） | 「Gaze on Me!」                  | ゲーム『ウマ娘 プリティーダービー』関連曲 |
| 9月28日 | ウマ娘 プリティーダービー WINNING LIVE 08                                      | スペシャルウィーク（和氣あず未）、サイレンススズカ（高野麻里佳）、ゴールドシップ（上田瞳）、ウオッカ（大橋彩香）、ダイワスカーレット（木村千咲）、メジロマックイーン（大西沙織）、ナリタブライアン（衣川里佳）、マヤノトップガン（星谷美緒）、ライスシャワー（石見舞菜香）、ウイニングチケット（渡部優衣）、スマートファルコン（大和田仁美）、ダイタクヘリオス（山根綺）、サクラローレル（真野美月）、ヤマニンゼファー（今泉りおな）、ダイイチルビー（礒部花凜）、アストンマーチャン（井上ほの花）、ケイエスミラクル（佐藤日向）、コパノリッキー（稲垣好）、ホッコータルマエ（菊池紗矢香）、ワンダーアキュート（須藤叶希） | 「うまぴょい伝説」               | ゲーム『ウマ娘 プリティーダービー』関連曲 |
| 2023年  |                                                                                | |                                  |                                           |
| 3月29日 | ウマ娘 プリティーダービー WINNING LIVE 11                                      | スペシャルウィーク（和氣あず未）、トウカイテイオー（Machico）、テイエムオペラオー（徳井青空）、ナリタブライアン（衣川里佳）、シンボリルドルフ（田所あずさ）、マヤノトップガン（星谷美緒）、マンハッタンカフェ（小倉唯）、アグネスタキオン（上坂すみれ）、アドマイヤベガ（咲々木瞳）、マーベラスサンデー（三宅麻理恵）、ミスターシービー（天海由梨奈）、ツインターボ（花井美春）、サトノダイヤモンド（立花日菜）、キタサンブラック（矢野妃菜喜）、サクラローレル（真野美月）、ナリタトップロード（中村カンナ）、シンボリクリスエス（春川芽生）、タニノギムレット（松岡美里）、メジロラモーヌ（東山奈央）、サトノクラウン（鈴代紗弓）、シュヴァルグラン（夏吉ゆうこ）、ジャングルポケット（藤本侑里） 、カツラギエース（藤原夏海）                                                   | 「DRAMATIC JOURNEY」             | ゲーム『ウマ娘 プリティーダービー』関連曲 |
| 3月29日 | ウマ娘 プリティーダービー WINNING LIVE 11                                      | スペシャルウィーク（和氣あず未）、トウカイテイオー（Machico）、ウオッカ（大橋彩香）、テイエムオペラオー（徳井青空）、ナリタブライアン（衣川里佳）、シンボリルドルフ（田所あずさ）、マヤノトップガン（星谷美緒）、マンハッタンカフェ（小倉唯）、アグネスタキオン（上坂すみれ）、アドマイヤベガ（咲々木瞳）、マーベラスサンデー （三宅麻理恵）、ミスターシービー（天海由梨奈）、ツインターボ（花井美春）、サトノダイヤモンド（立花日菜）、キタサンブラック（矢野妃菜喜）、ツルマルツヨシ（青山吉能）、サクラローレル（真野美月）、ナリタトップロード（中村カンナ）、シンボリクリスエス（春川芽生）、タニノギムレット（松岡美里）、メジロラモーヌ（東山奈央）、サトノクラウン（鈴代紗弓）、シュヴァルグラン（夏吉ゆうこ）、ジャングルポケット（藤本侑里）、カツラギエース（藤原夏海） | 「うまぴょい伝説」               | ゲーム『ウマ娘 プリティーダービー』関連曲 |
| 9月6日  | ウマ娘 プリティーダービー WINNING LIVE 13                                      | ナリタブライアン（衣川里佳）、マヤノトップガン（星谷美緒）、アドマイヤベガ（咲々木瞳）、イナリワン（井上遥乃）、サトノダイヤモンド（立花日菜）、キタサンブラック（矢野妃菜喜）、ヤエノムテキ（日原あゆみ）、サクラローレル（真野美月）、ナリタトップロード（中村カンナ）、サトノクラウン（鈴代紗弓）、シュヴァルグラン（夏吉ゆうこ）、ネオユニヴァース（白石晴香）、ヒシミラクル（春日さくら） | 「トレセン音頭」                 | ゲーム『ウマ娘 プリティーダービー』関連曲 |
| 9月6日  | ウマ娘 プリティーダービー WINNING LIVE 13                                      | ナリタブライアン（衣川里佳）、マヤノトップガン（星谷美緒）、ライスシャワー（石見舞菜香）、アドマイヤベガ（咲々木瞳）、イナリワン（井上遥乃）、ミスターシービー（天海由梨奈）、マチカネタンホイザ（遠野ひかる）、イクノディクタス（田澤茉純）、ツインターボ（花井美春）、サトノダイヤモンド（立花日菜）、キタサンブラック（矢野妃菜喜）、ヤエノムテキ（日原あゆみ）、サクラローレル（真野美月）、ナリタトップロード（中村カンナ）、サトノクラウン（鈴代紗弓）、シュヴァルグラン（夏吉ゆうこ）、ホッコータルマエ（菊池紗矢香）、ネオユニヴァース（白石晴香）、ヒシミラクル（春日さくら） | 「うまぴょい伝説」               | ゲーム『ウマ娘 プリティーダービー』関連曲 |
| 9月13日 | ウマ娘 プリティーダービー WINNING LIVE 14                                      | ゴールドシップ（上田瞳）、ウオッカ（大橋彩香）、エルコンドルパサー（髙橋ミナミ）、マンハッタンカフェ（小倉唯）、エアシャカール（津田美波）、エイシンフラッシュ（藤野彩水）、ナカヤマフェスタ（下地紫野）、サトノダイヤモンド（立花日菜）、キタサンブラック（矢野妃菜喜）、シリウスシンボリ（ファイルーズあい）、サクラローレル（真野美月）、ネオユニヴァース（白石晴香）、タップダンスシチー（篠田みなみ） | 「L’Arc de gloire」              | ゲーム『ウマ娘 プリティーダービー』関連曲 |
| 9月13日 | ウマ娘 プリティーダービー WINNING LIVE 14                                      | ゴールドシップ（上田瞳）、ウオッカ（大橋彩香）、エルコンドルパサー（髙橋ミナミ）、マンハッタンカフェ（小倉唯）、エアシャカール（津田美波）、エイシンフラッシュ（藤野彩水）、ゴールドシチー（香坂さき）、トーセンジョーダン（鈴木絵理）、ナカヤマフェスタ（下地紫野）、メジロパーマー（のぐちゆり）、ダイタクヘリオス（山根綺）、サトノダイヤモンド（立花日菜）、キタサンブラック（矢野妃菜喜）、シリウスシンボリ（ファイルーズあい）、サクラローレル（真野美月）、ネオユニヴァース（白石晴香）、タップダンスシチー（篠田みなみ） | 「うまぴょい伝説」               | ゲーム『ウマ娘 プリティーダービー』関連曲 |
| 2024年  |                                                                                | |                                  |                                           |
| 1月24日 | ウマ娘 プリティーダービー WINNING LIVE 15                                      | スペシャルウィーク（和氣あず未）、ライスシャワー（石見舞菜香）、スマートファルコン（大和田仁美）、トーセンジョーダン（鈴木絵理）、ナイスネイチャ（前田佳織里）、キングヘイロー（佐伯伊織）、メジロパーマー（のぐちゆり）、ツルマルツヨシ（青山吉能）、サクラローレル（真野美月）、ヒシミラクル（春日さくら） | 「Comeback Story V」             | ゲーム『ウマ娘 プリティーダービー』関連曲 |
| 1月24日 | ウマ娘 プリティーダービー WINNING LIVE 15                                      | スペシャルウィーク（和氣あず未）、ライスシャワー（石見舞菜香）、スマートファルコン（大和田仁美）、ゼンノロブロイ（照井春佳）、トーセンジョーダン（鈴木絵理）、ナイスネイチャ（前田佳織里）、キングヘイロー（佐伯伊織）、メジロパーマー（のぐちゆり）、サトノダイヤモンド（立花日菜）、キタサンブラック（矢野妃菜喜）、ツルマルツヨシ（青山吉能）、サクラローレル（真野美月）、ネオユニヴァース（白石晴香）、ヒシミラクル（春日さくら） | 「うまぴょい伝説」               | ゲーム『ウマ娘 プリティーダービー』関連曲 |
| 3月6日  | ウマ娘 プリティーダービー WINNING LIVE 16                                      | スペシャルウィーク（和氣あず未）、オグリキャップ（高柳知葉）、ゴールドシップ（上田瞳）、ナリタブライアン（衣川里佳）、タマモクロス（大空直美）、マンハッタンカフェ（小倉唯）、アグネスタキオン（上坂すみれ）、サトノダイヤモンド（立花日菜）、キタサンブラック（矢野妃菜喜）、サクラローレル（真野美月）、ヴィルシーナ（奥野香耶）、ジャングルポケット（藤本侑里）、ドゥラメンテ（秋奈）、ラインクラフト（小島菜々恵）、シーザリオ（佐藤榛夏)、オルフェーヴル（日笠陽子）、ジェンティルドンナ（芹澤優）、ウインバリアシオン（月城日花） | 「U.M.A. NEW WORLD!!」           | ゲーム『ウマ娘 プリティーダービー』関連曲 |
| 3月6日  | ウマ娘 プリティーダービー WINNING LIVE 16                                      | スペシャルウィーク（和氣あず未）、オグリキャップ（高柳知葉）、ゴールドシップ（上田瞳）、ナリタブライアン（衣川里佳）、タマモクロス（大空直美）、マンハッタンカフェ（小倉唯）、アグネスタキオン（上坂すみれ）、サトノダイヤモンド（立花日菜）、キタサンブラック（矢野妃菜喜）、サクラローレル（真野美月）、サトノクラウン（鈴代紗弓）、シュヴァルグラン（夏吉ゆうこ）、ヴィルシーナ（奥野香耶）、ジャングルポケット（藤本侑里）、ドゥラメンテ（秋奈）、ラインクラフト（小島菜々恵）、シーザリオ（佐藤榛夏）、オルフェーヴル（日笠陽子）、ジェンティルドンナ（芹澤優）、ウインバリアシオン（月城日花） | 「うまぴょい伝説」               | ゲーム『ウマ娘 プリティーダービー』関連曲 |
| 8月31日 | ウマ娘 プリティーダービー Solo Vocal Tracks Vol.10 Twinkle Circle! in HAKODATE | サクラローレル（真野美月） | 「L'Arc de gloire（Game Size）」 | ゲーム『ウマ娘 プリティーダービー』関連曲 |